# Yolanda Villaluenga
Yolanda García Villaluenga (Madrid, 1962) conocida como Yolanda Villaluenga es una periodista, guionista, directora de documentales y escritora española. Entre sus principales documentales se encuentran Semprún sin Semprún, ¿Documentos robados? Franco y el Holocausto, A propósito de Borges, La servilleta de Picasso, Alcanzar el cielo sin subir los hombros: Cristina Hoyos, No te mueras sin ir a Ronchamp: Sáenz de Oíza y Angalía Mzungu ("mira al blanco"). Isabel Muñoz. o Soledad Sevilla: Milímetro de soledad. Ha desarrollado su carrera en Televisión Española.

## Trayectoria
Estudió periodismo. Se incorporó a trabajar en Televisión Española donde ha dirigido el programa de documentales Archivos-Tema y Archivos-Antología y Archivos-Sinapsis para La 2 de TVE sobre el pasado y cuestionando la verdad histórica y ha sido subdirectora del programa Con todos los acentos de TVE. También ha escrito guiones para la serie Al filo de lo imposible (Reunión, la isla del tesoro, El sueño del Ladrillero y El valle de los ecos). En 2010 se incorporó al programa de documentales Imprescindibles dirigiendo varios capítulos: Semprún sin Semprún,  A propósito de Borges (2010) Alcanzar el cielo sin subir los hombros: Cristina Hoyos La servilleta de Picasso (2011). También es directora y guionista de Documentos robados? Franco y el Holocausto y No te mueras sin ir a Ronchamp: Sáenz de Oíza en el marco del programa Archivos-Tema.
En 2001 publicó el ensayo La madre imperfecta (Plaza & Janés) sobre los mitos de la maternidad.  Este mismo año se trasladó a Estados Unidos, un viaje que le inspiró su primera novela publicada una década después: Ann Arbor donde publicó en la revista Caribe. Kalamazoo University, el relato De La Habana ha venido un barco.
En 2002 publicó en EE. UU. "De la Habana ha venido un barco". 
En 2005 fue comisaria de la exposición en Casa de Vacas del Retiro de Madrid  La piña, el tejido del paraíso, sobre el vínculo entre Filipinas, México y España.
En 2007 fue becada por la Fundación Botín.
Tras publicar varios ensayos, en 2012 publicó su primera novela, Ann Arbor, una historia de ficción con elementos reales inspirada en su estancia en Ann Arbor, Estados Unidos en el año 2001.
En 2013 presenta su trabajo "Semprún sin Semprún" un documental sobre el valor de la amistad, la autocrítica y la búsqueda de coherencia realizado para la serie "Imprescindibles". También para la misma serie realizó Alcanzar el cielo sin subir los hombros. Cristina Hoyos.
Yolanda Villaluenga destaca especialmente el papel de los medios de comunicación públicos para recuperar la memoria y la historia, el debate social y cultural. También la importancia a partir del material de archivo de la búsqueda de nuevos discursos que cuestionen las verdades dadas.
En 2016 fue guionista en el programa dedicado a Cáceres en Ciudades españolas Patrimonio de la Humanidad.  También viajó al Congo con la fotógrafa Isabel Muñoz. Del viaje surgió el documental "Angalía Mzungu (Mira el blanco)".

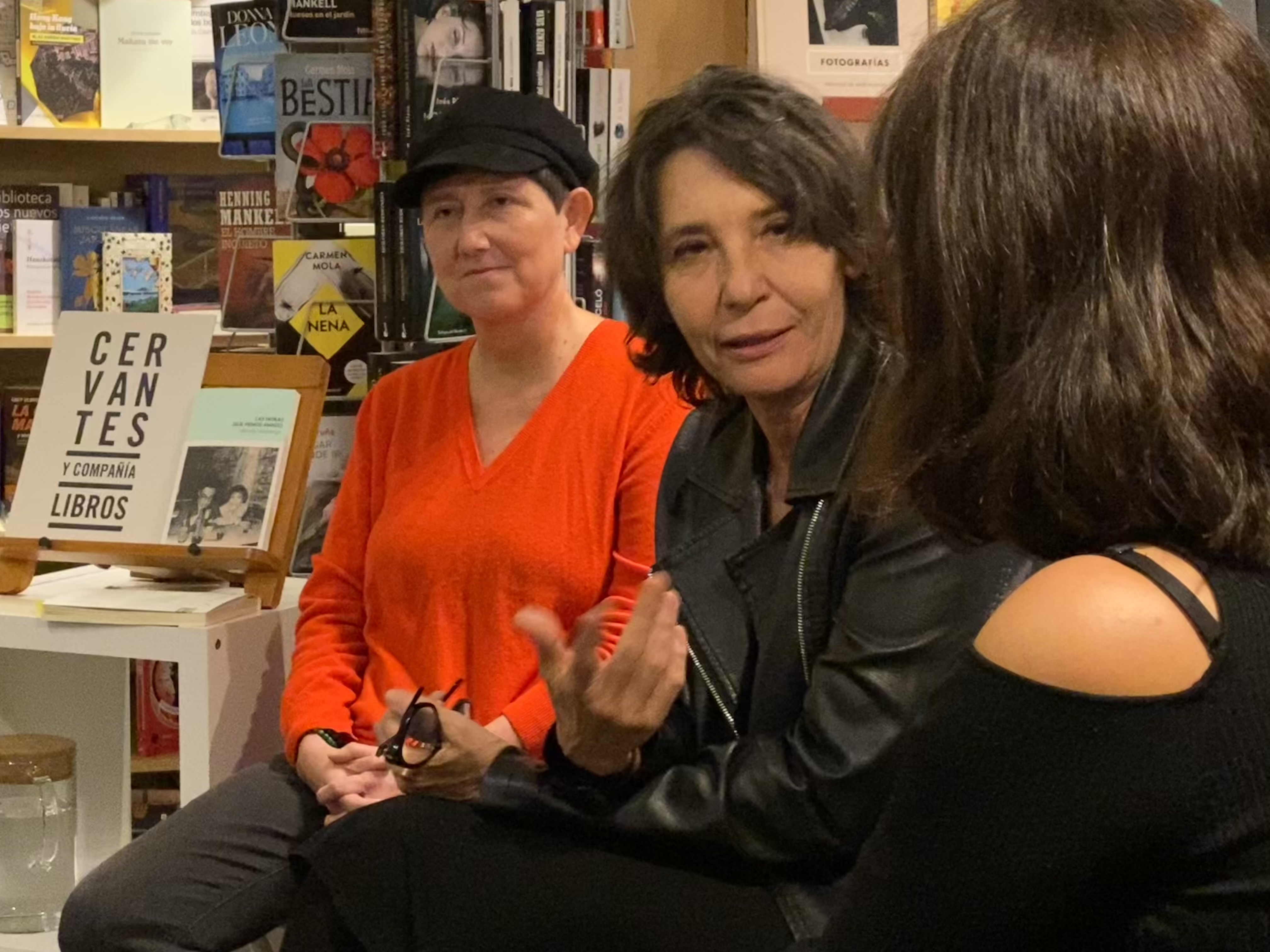
Presentación de la novela "Las horas que hemos amado" Madrid 2023

En 2020 se incorpora a la redacción del Canal 24 horas de TVE. Durante la pandemia del coronavirus impulsó la iniciativa Visiones desde la fragilidad poemas visuales desde el confinamiento con José Antonio Carrera, Juan Manuel Castro Prieto, Soledad Córdoba, Joan Fontcuberta, Cristina García Rodero, Pablo Genovés, Pablo Juliá, Isabel Muñoz, Ana Palacios, Javier Riera, Laura Torrado y Mayte Vieta.
En 2023 presenta su segunda novela Las horas que hemos amado, sobre la historia de una pareja de médicos chilenos que tienen que separse tras el golpe de Estado de Pinochet. La mirada de tres mujeres, Antolina, berta y Olivia que se encuentran en Madrid, Berlín y Santiago de Chile que van a despedir a Víctor, un anciano que se encuentra en estado de coma, en un hospital de La Habana.

## Premios y reconocimientos
En 2013 el documental Las caras de la maternidad con guion de Yolanda Villaluenga y realización de Aurora Llorente recibió el premio a la Conciliación de la Vida Personal, Laboral, Familiar y a la Responsabilidad Social que concede anualmente la Fundación Alares.

## Documentales
- A propósito de Borges (Imprescinbibles) 2010
- Alcanzar el cielo sin subir los hombros. Cristina Hoyos. (Imprescindibles) 2011
- La servilleta de Picaso 2011
- Semprún sin Semprún (Imprescindibles) 2013
- Las caras de la maternidad (2013) (Documentos TV)
- Documentos robados Franco y el holocausto 2014[14]
- No te mueras sin ir a Ronchamp (Sáenz de Oíza) 2014
- Soledad Sevilla: Milímetro de soledad 2015[15]
- Angalía Mzungu ("mira al blanco"). Isabel Muñoz (2016)[10]

## Publicaciones
- Madre imperfecta (Plaza & Janés) 2001 ISBN 10: 8484506479

- Ann Arbor (2012) Demipage Edit
- Las horas que hemos amado (2023) Editorial Tres Hermanas.  ISBN: 9788419243355